# 斯特潘尼夫卡 (尼任區)
51°20′37″N 32°5′50″E / 51.34361°N 32.09722°E
斯特潘尼夫卡（烏克蘭語：Степанівка）是烏克蘭北部的村莊，隸屬切爾尼希夫州的尼任區。該村面積2平方公里，海拔高度115米，2006年人口586，人口密度每平方公里293人。